# Syzygium kudatense
Syzygium kudatense är en myrtenväxtart som beskrevs av Peter Shaw Ashton. Syzygium kudatense ingår i släktet Syzygium och familjen myrtenväxter. Inga underarter finns listade i Catalogue of Life.